# Alfio Michelucci
Alfio Michelucci (Genova, 4 marzo 1922 – ...) è stato un calciatore italiano, di ruolo difensore.

## Carriera
Debutta in Serie B nella stagione 1946-1947 con il Siena, disputando con i toscani due campionati cadetti per un totale di 67 presenze.
Nel 1948 passa al Pisa con cui disputa altre 54 gare in due campionati di Serie B.
Nel 1950 infine viene prelevato dalla Carbosarda, squadra con cui gioca per sette anni, con una retrocessione in IV Serie nella stagione 1951-1952, un immediato ritorno in Serie C nel 1952-1953 ed i successivi quattro anni in Serie C.

## Palmarès

### Club

#### Competizioni nazionali
- IV Serie: 1

Carbosarda: 1952-1953